# Михолец
Михолец је насељено место у саставу општине Свети Петар Ореховец у Копривничко-крижевачкој жупанији, Хрватска. До територијалне реорганизације у Хрватској налазио се у саставу бивше велике општине Крижевци.

## Становништво
На попису становништва 2011. године, Михолец је имао 363 становника.

## Попис1991.
На попису становништва 1991. године, насељено место Михолец је имало 467 становника, следећег националног састава:
| Попис 1991.‍ | Попис 1991.‍ | Попис 1991.‍ | Попис 1991.‍ | Попис 1991.‍ |
| ----------- | ----------- | ----------- | ----------- | ----------- |
|             |             |             |             |             |
| Хрвати      | Хрвати      |             | 465         | 99,57%      |
| Срби        | Срби        |             | 1           | 0,21%       |
| Чеси        | Чеси        |             | 1           | 0,21%       |
| укупно: 467 |             |             |             |             |